# Eduardo Corrêa
Eduardo Corrêa Hidalgo (n. Florianópolis, Santa Catarina; 20 de junio de 1981) es un culturista brasileño.

## Trayectoria
Eduardo Correa nació el 20 de junio de 1981, en la ciudad de Florianópolis, Brasil, capital del Estado de Santa Catarina. Eduardo vivió ahí durante su infancia con sus padres, Bernadete y Evilásio, y su hermano menor, Bruno. 
Cuando era adolescente se unió a un equipo de fútbol, donde se destacó y terminó jugando para un equipo famoso en el sur de Brasil. Fue en ese momento cuando se unió a un gimnasio para mejorar su rendimiento como jugador de fútbol. Una cosa llevó a la otra, comenzó a practicar el levantamiento de potencia. Entonces tomó parte en una serie de competiciones. El resultado fue su comienzo en el culturismo. 
Su primer show fue en un campeonato estatal, cuando tenía 19 años, donde obtuvo el primer lugar. En el año siguiente, con sólo un año de experiencia en la modalidad, fue campeón, tanto en el concurso nacional de Brasil y NABBA Mr. Universo.
En el año 2000, cuando tenía 18 años, empezó un curso de ingeniería en acuicultura. Entre 2003 y 2006, vivió en los Estados Unidos, donde se formó, compitió y participó en los principales eventos de culturismo. 
Conquistó el título mundial de la IFBB en 2007, lo que Le proporcionó el derecho a convertirse en un profesional en el culturismo. Un año y medio después de este triunfo, a los 27 años de edad, se decidió a debutar como profesional en el New York Pro Show, en mayo de 2009. 
Actualmente reside en su natal Florianópolis y está casado con la modelo de Fitness Carol Saraiva.